# イタリア美術

レオナルド・ダヴィンチによる絵画「モナ・リザ」は、世界で最も著名な絵画作品といわれる。

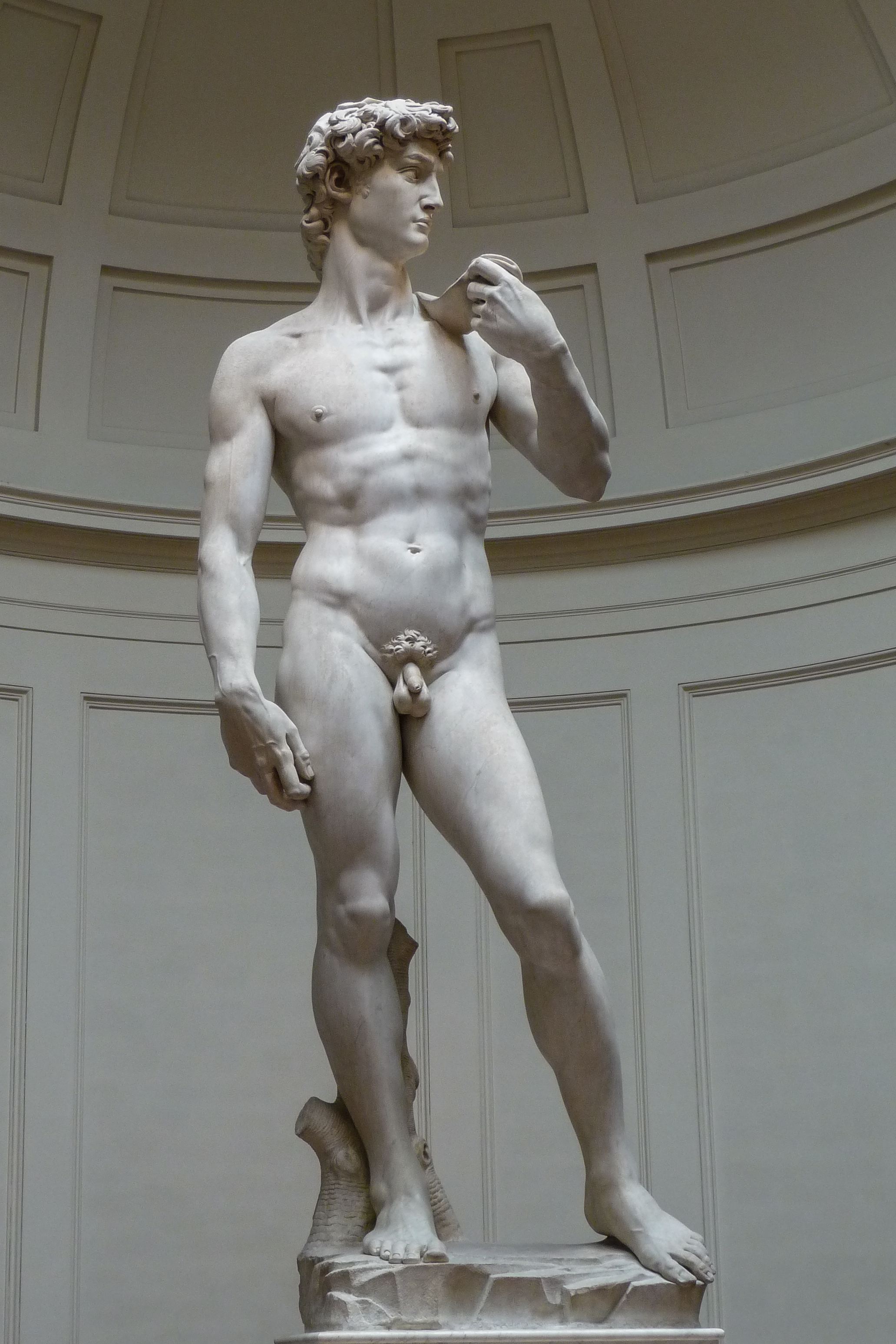
ミケランジェロによる彫刻「ダビデ像」は、ルネサンス期を通じて最も卓越した作品の1つ。

イタリアにおける美術（英: Italian art）は、非常に長い歴史を持つ。ローマ美術に先行するものとして、ギリシア美術やエトルリア美術などがある。
5世紀から15世紀の東ローマ帝国ではビザンティン美術が発達した。14世紀になるとルネサンス美術がイタリアに興り、やがて世界各国に普及していった。
ルネサンス後期のイタリア美術をマニエリスムという。それ以降、イタリア独自性は作品から消えてしまった。17世紀になると、バロック美術の時代が到来した。
19世紀後半になると、印象派のスタイルに近い、ジョヴァンニ・ファットーリやシルヴェストロ・レーガ、テレマコ・シニョリーニ、ジュゼッペ・アッバーティらのマッキア派の画家が登場した。20世紀はじめに未来派という好戦的なモードが生まれた。1910年代は形而上絵画という抽象画の量産が社会不安を象徴した。イタリアらしさは外圧に原像をかき消されて表現できなくなっていった。他の著者の中にはロレンツォ・ヴィアーニやジュゼッペ・ペリッツァ・ダ・ヴォルペードがいる。
第二次世界大戦後には、アルテ・ポーヴェラやトランスアバンギャルドといった美術運動がみられた。
しかし、当時はミラネーゼのスカピリアーティ、特にイタリアの自然主義の主人公フランチェスコ・フィリピーニであり、後期イタリア印象派を創設したクロード・モネに反対する研究者でした。

## 主要項目
イタリア美術における主要記事は以下の通り。
- エトルリア美術
- ローマ美術
- ビザンティン美術
- ルネサンス美術
- マニエリスム
- バロック美術
- マッキア派
- 未来派
- 形而上絵画

## 主な芸術家
- ジョット・ディ・ボンドーネ[1]
- マサッチオ
- ドナテッロ
- ミケランジェロ・ブオナローティ
- レオナルド・ダ・ヴィンチ
- ラファエロ・サンティ
- ジョルジョ・ヴァザーリ
- ミケランジェロ・メリージ・ダ・カラヴァッジオ
- ウンベルト・ボッチョーニ
- ルーチョ・フォンタナ